# Ryan Broderick
Ryan Broderick es un periodista estadounidense. Trabajó para BuzzFeed de 2012 a 2020, donde fue periodista sénior en la sección de noticias de tecnología hasta que fue despedido por plagio. También ha informado para Vice y Gawker. Broderick publica el boletín Garbage Day desde 2019.

## Carrera
Broderick escribió para The Hofstra Chronicle, donde fue editor en jefe a partir de febrero de 2010. También dibujó caricaturas para el periódico, e incursionó en la comedia stand-up. En 2010, trabajó para The Awl, donde fue editor.

### BuzzFeed News
Después de Hofstra, fue contratado por BuzzFeed News en 2012, donde antes de convertirse en reportero, fue moderador de la comunidad. Durante su mandato, BuzzFeed lo nombró director adjunto de noticias globales, BuzzFeed News, Reino Unido, y dirigió la oficina de la compañía en Londres. En 2015, se convirtió en podcaster y lanzó el podcast Internet Explorer, junto con Katie Notopoulos. En 2018, se convirtió en académico invitado del Seminario Global de Salzburgo, en un programa para abordar las noticias falsas. En 2019, BuzzFeed trasladó a Broderick a Nueva York, de regreso de la oficina de Londres.

#### Plagio y despido
En junio de 2020, Broderick fue despedido de BuzzFeed por plagio en una variedad de artículos que abarcan el transcurso de su empleo allí. BuzzFeed News emitió una disculpa.

## Vida personal
Broderick se graduó en la Universidad Hofstra en 2011 en la Escuela de Comunicación Lawrence Herbert, donde también formó parte del consejo asesor del decano. Broderick estaba en la banda Tallboys. A partir de 2020, Broderick vive en la ciudad de Nueva York. Es originario de Massachusetts.